# Movimento Popolare (Marocco)
Il Movimento Popolare (in francese: Mouvement populaire; in arabo: الحركة الشعبية; in berbero: ⴰⵎⵓⵙⵙⵓ ⴰⵖⵔⴼⴰⵏ) è un partito politico marocchino di orientamento liberal-conservatore fondato nel 1957.

## Storia
Il partito venne fondato nel 1957 dal capo tribale berbero Mahjoubi Aherdane, con l'aiuto di Abdelkrim al-Khatib. Il partito rappresentava le istanze delle fazioni tribali delle zone rurali, presentandosi come un partito conservatore e in contrasto con l'antica borghesia elitaria di Fès legata al partito dell'Istiqlal.
Nel 1967 una componente abbandonò il partito per dar vita al Movimento Popolare Democratico e Costituzionale (Mouvement populaire démocratique et constitutionnel), che, nel 1998, costituì il Partito della Giustizia e dello Sviluppo.
Un'ulteriore scissione avvenne nel 1991, allorché alcuni esponenti del Movimento Popolare ne fuoriuscirono per costituire il Movimento Nazionale Popolare, dal quale si scinderanno ulteriormente il Movimento Democratico e Sociale, nel 1996, e l'Unione Democratica, nel 2001.
Nel 2006 sia il Movimento Nazionale Popolare che l'Unione Democratica confluirono di nuovo nel Movimento Popolare.

## Ideologia
Il partito è storicamente considerato liberal-conservatore e monarchico. Malgrado il partito sia dominato da personalità berbere, esso non ha sviluppato un'agenda berberista.

## Risultati
| Elezione          | Voti    | %     | Seggi    |
| ----------------- | ------- | ----- | -------- |
| Parlamentari 1993 | 751 864 | 12,08 | 51 / 333 |
| Parlamentari 1997 | 659 331 | 10,35 | 40 / 325 |
| Parlamentari 2002 | 396 932 | 6,56  | 27 / 325 |
| Parlamentari 2007 | 426 849 | 9,26  | 41 / 325 |
| Parlamentari 2011 | 354 468 | 7,47  | 32 / 395 |
| Parlamentari 2016 | 397 085 | 6,84  | 27 / 395 |